# Banyuls-sur-Mer
Banyuls-sur-Mer (in catalano Banyuls de la Marenda) è un comune francese di 4 671 abitanti situato nel dipartimento dei Pirenei Orientali nella regione dell'Occitania.

## Geografia fisica

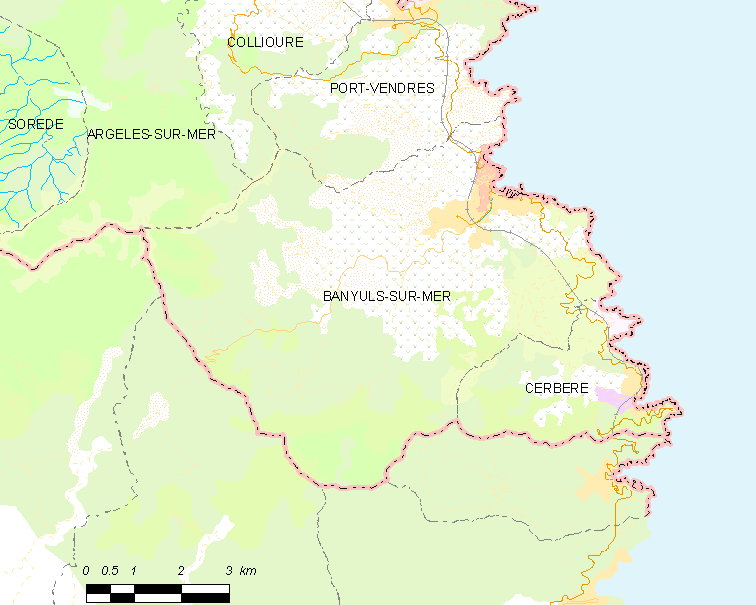
Situazione di Banyuls-sur-Mer

## Società

### Evoluzione demografica
Abitanti censiti